# Emmanuel Sánchez
Emmanuel Sánchez Valdez (Naucalpan, Estado de México, México, 7 de enero de 1983) es un futbolista mexicano.

## Trayectoria
Sánchez Valdez empezó su carrera en las categorías juveniles del Necaxa. Gracias a sus actuaciones destacadas en el Necaxa en la Segunda División, el Lobos BUAP y el Coatzacoalcos de la Primera "A", fue seleccionado para jugar con primer equipo de los Hidrorayos para el Torneo Apertura 2006. Debutó en Primera División en el empate como local del Necaxa 0-0 frente al Atlante, en el partido correspondiente a la jornada octava del Torneo de Apertura 2006. Jugó la Copa Libertadores 2007 con el Necaxa.

### Clubes
| Club                 | País                | Año         | Partidos | Goles | Media |
| -------------------- | ------------------- | ----------- | -------- | ----- | ----- |
| Lobos B.U.A.P        | México              | 2004 - 2005 | 2        | 0     | 0     |
| Coatzacoalcos        | México              | 2005 - 2006 | 23       | 3     | 0.13  |
| Club Necaxa          | México              | 2006 - 2008 | 14       | 0     | 0     |
| Querétaro F.C.       | México              | 2008        | 8        | 0     | 0     |
| Alacranes de Durango | México              | 2008 - 2009 | 24       | 1     | 0.04  |
| Cruz Azul Hidalgo    | México              | 2009        | 3        | 0     | 0     |
| Orizaba              | México              | 2010 - 2011 | 27       | 3     | 0.11  |
| C.F. La Piedad       | México              | 2011 - 2013 | 23       | 3     | 0.13  |
| Cruz Azul Hidalgo    | México              | 2013        | 7        | 1     | 0.14  |
| Total en su carrera  | Total en su carrera | 2004 - 2013 | 131      | 11    | 0.08  |